# ハーイスィン
ハーイスィン（ウクライナ語: Гайсин）はウクライナのヴィーンヌィツャ州ハーイスィン地区にある都市。シブ川の河岸に位置する。都市の高さは海抜215 mである。面積は18.26 km²。人口は25,698人 (2022年1月1日)。
史料では1545年 から見られる。1744年に自治権を獲得した。1795年に市制施行された。
市内ではハーイスィン駅がある。首都キエフまでの直線距離は197 kmであるが、鉄道で497 km、車道で264 kmとなっている。州庁所在地までの直線距離は83 km、鉄道で114 km、車道で102 kmとなっている。